# Seven Days Live
Seven Days Live è un video concerto del gruppo musicale statunitense Poison, registrato all'Hammersmith Odeon di Londra durante il tour di Native Tongue.
È stato originariamente distribuito in VHS nel 1993, per poi essere ristampato in DVD nel 2006.

## Tracce
1. The Scream
2. Strike Up the Band
3. Ride the Wind
4. Good Love
5. Body Talk
6. Something to Believe In
7. Stand
8. Fallen Angel
9. Look What the Cat Dragged In
10. Until You Suffer Some (Fire and Ice)
11. 7 Days Over You
12. Unskinny Bop
13. Talk Dirty to Me
14. Every Rose Has Its Thorn
15. Nothin' but a Good Time

## Seven Days LiveCD
Il concerto è stato pubblicato in edizione CD dalla Cherry Red Records. La lista tracce è la stessa del DVD con l'aggiunta di Your Mama Don't Dance.
1. The Scream
2. Strike Up the Band
3. Ride the Wind
4. Good Love
5. Your Mama Don't Dance
6. Body Talk
7. Something to Believe In
8. Stand
9. Fallen Angel
10. Look What the Cat Dragged In
11. Drum Solo
12. Until You Suffer Some (Fire and Ice)
13. 7 Days Over You
14. Unskinny Bop
15. Talk Dirty to Me
16. Every Rose Has Its Thorn
17. Nothin' but a Good Time

## Formazione
- Bret Michaels – voce, chitarra ritmica, armonica a bocca
- Richie Kotzen – chitarra solista, cori
- Bobby Dall – basso, cori
- Rikki Rockett – batteria, cori

Altri musicisti
- Jessie Bradman – tastiere, cori